# Wola istnienia
Wola istnienia... – drugi singiel, z trzeciego studyjnego albumu Hipertrofia, zespołu Coma. Został wydany w roku 2009.

## Notowania
| Lista                                        | Pozycja |
| -------------------------------------------- | ------- |
| Lista Przebojów III Programu Polskiego Radia | 5       |
| Szczecińska Lista Przebojów                  | 1       |

## Lista Przebojów III Programu Polskiego Radia
| Pozycja | 33 | 31 | 30 | 17 | 16 | 12 | 14 | 11 | 12 | 9 | 9 | 5 | 5 | 6 | 10 | 10 | 14 | 16 | 18 |

- Utwór znajdował się na liście od 24 stycznia 2009 do 30 maja 2009.

## Szczecińska Lista Przebojów
| Pozycja | 7 | 3 | 4 | 3 | 1 | 2 | 4 | 3 | 2 | 1 | 4 | 5 | 5 | 6 | 2 | 6 | 7 | 9 | 8 | 12 | 16 |

- Utwór znajdował się na liście od 23 stycznia 2009 do 12 czerwca.